# Greg Davis (Politiker, 1966)

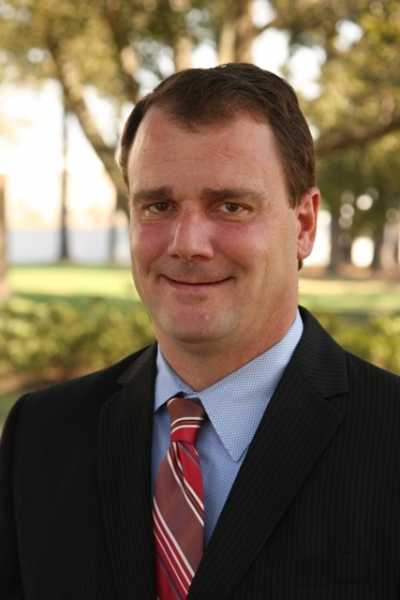
Greg Davis

Charles Gregory Davis (* 22. Februar 1966 in Memphis, Tennessee) ist ein US-amerikanischer Politiker. Er war von 1997 bis 2013 Bürgermeister von Southaven im DeSoto County im Norden Mississippis – der viertgrößten Stadt des Bundesstaates. Bei den Kongresswahlen 2008 war Davis Kandidat der Republikanischen Partei für den ersten Kongresswahlbezirk von Mississippi.

## Leben
Davis wuchs in Memphis, Tennessee, auf und studierte Bauingenieurwesen an der Mississippi State University in Starkville. Nach seinem Abschluss arbeitete er als Ingenieur und in der Beratung.
Der gläubige Baptist war von 1991 bis zur Scheidung im Jahr 2010 mit Suzann Davis verheiratet und hat drei Töchter: Kendyl, Allie und Macy.

## Karriere
Von 1991 bis 1997 war Davis Abgeordneter im Repräsentantenhaus von Mississippi und war dort unter anderem im Haushalts- und Gesundheitsausschuss tätig; er folgte auf John Grisham und wurde von Wanda Taylor Jennings abgelöst. 1997 wurde Davis neuer Bürgermeister von Southaven und beerbte damit Joe Cates.
2008 wurde Roger Wicker nach dem Rücktritt von Trent Lott in den Senat der Vereinigten Staaten berufen. Davis bewarb sich um den frei gewordenen Sitz im Repräsentantenhaus der Vereinigten Staaten und trat in der Vorwahl gegen drei Mitbewerber an. In der anschließenden Stichwahl setzte er sich schließlich gegen den früheren Bürgermeister von Tupelo, Glenn McCullough, durch und wurde republikanischer Kandidat für die Nachwahl am 22. April desselben Jahres. Bei der Nachwahl für den ersten Kongresswahlbezirk von Mississippi erreichte Davis nach dem Demokraten Travis Childers den zweiten Platz; da keiner der Kandidaten die erforderliche Stimmenmehrheit erreichen konnte, die für den endgültigen Sitzgewinn notwendig gewesen wäre, kam es am 13. Mai 2008 zu einer Stichwahl, die Childers schließlich mit 53,7 zu 46,3 Prozent für sich entscheiden konnte. Childers hatte den Sitz bis zu den Parlamentswahlen am 4. November 2008 inne, die parallel zur Präsidentschaftswahl 2008 stattfanden, und konnte ihn erneut gegen Davis mit 54 zu 44 Prozent der Stimmen verteidigen.
Nachdem die Zeitung Commercial Appeal aus Memphis über den Freedom of Information Act (FOIA) nachweisen konnte, dass Davis Bestellungen bei einem Sexshop in Toronto mit öffentlichen Geldern bezahlt hatte, gab dieser am 15. Dezember 2011 öffentlich zu, schwul zu sein:

„At this point in my life and in my career, while I have tried to maintain separation between my personal and public life, it is obvious that this can no longer remain the case. While I have performed my job as mayor, in my opinion, as a very conservative, progressive individual – and still continue to be a very conservative individual – I think that it is important that I discuss the struggles I have had over the last few years when I came to the realization that I am gay. The only apology I would make to my supporters if they are upset is the fact that I was not honest enough with myself to be honest with them. But I have lived my life in public service for 20-plus years, and in order for me to remain sane and move on, I have got to start being honest about who I am.“

Deutsche Übersetzung: 

„An diesem Punkt in meinem Leben und meiner Karriere, während ich (immer) versucht habe mein persönliches und öffentliches Leben zu trennen, ist es klar, dass dies nicht länger der Fall sein kann. Während ich meine Arbeit als Bürgermeister, meiner Meinung nach, als eine sehr konservative, fortschrittliche Persönlichkeit ausgefüllt habe – und ich weiterhin eine sehr konservative Persönlichkeit bin – halte ich es für wichtig über die (inneren) Kämpfe zu sprechen, die ich in den letzten Jahren geführt habe, als mir klar wurde, dass ich schwul bin. Die einzige Entschuldigung, die ich meinen Unterstützern zugestehen würde, sofern diese aufgebracht sind, ist die Tatsache, dass ich nicht ehrlich genug zu mir selbst war, um ehrlich zu ihnen sein zu können. Aber ich habe mein Leben über 20 Jahre im öffentlichen Dienst verbracht, und damit ich gesund bleibe und weitermachen kann, muss ich mir selbst klar werden, wer ich bin.“

Im Dezember 2012 wurde Davis unter anderem wegen Unterschlagung und falscher uneidlicher Aussage angeklagt; es kam zur Verhaftung und er wurde gegen eine Kaution von 3.500 US-Dollar freigelassen. Am 4. Juni 2013 verlor Davis die Bürgermeisterwahl an Darren Musselwhite, der ihn am 28. Juni 2013 nach insgesamt vier Amtszeiten ablöste. Im Juli 2014 wurde Davis zu 30 Monaten Haft im Staatsgefängnis und zu einer Geldstrafe von mehr als 17.000 US-Dollar verurteilt; in einem Berufungsverfahren wurde er 2017 in allen Anklagepunkten freigesprochen.